# Муравьёво-1
Муравьёво-1 — деревня в Хиславичском районе Смоленской области России. Входит в состав Череповского сельского поселения. Население — 48 жителей (2007 год). 
Расположена в юго-западной части области в 7 км к северо-востоку от Хиславичей, в 21 км западнее автодороги А141 Орёл — Витебск, на берегу реки Выдра. В 22 км восточнее деревни расположена железнодорожная станция Васьково на линии Смоленск — Рославль.

## История

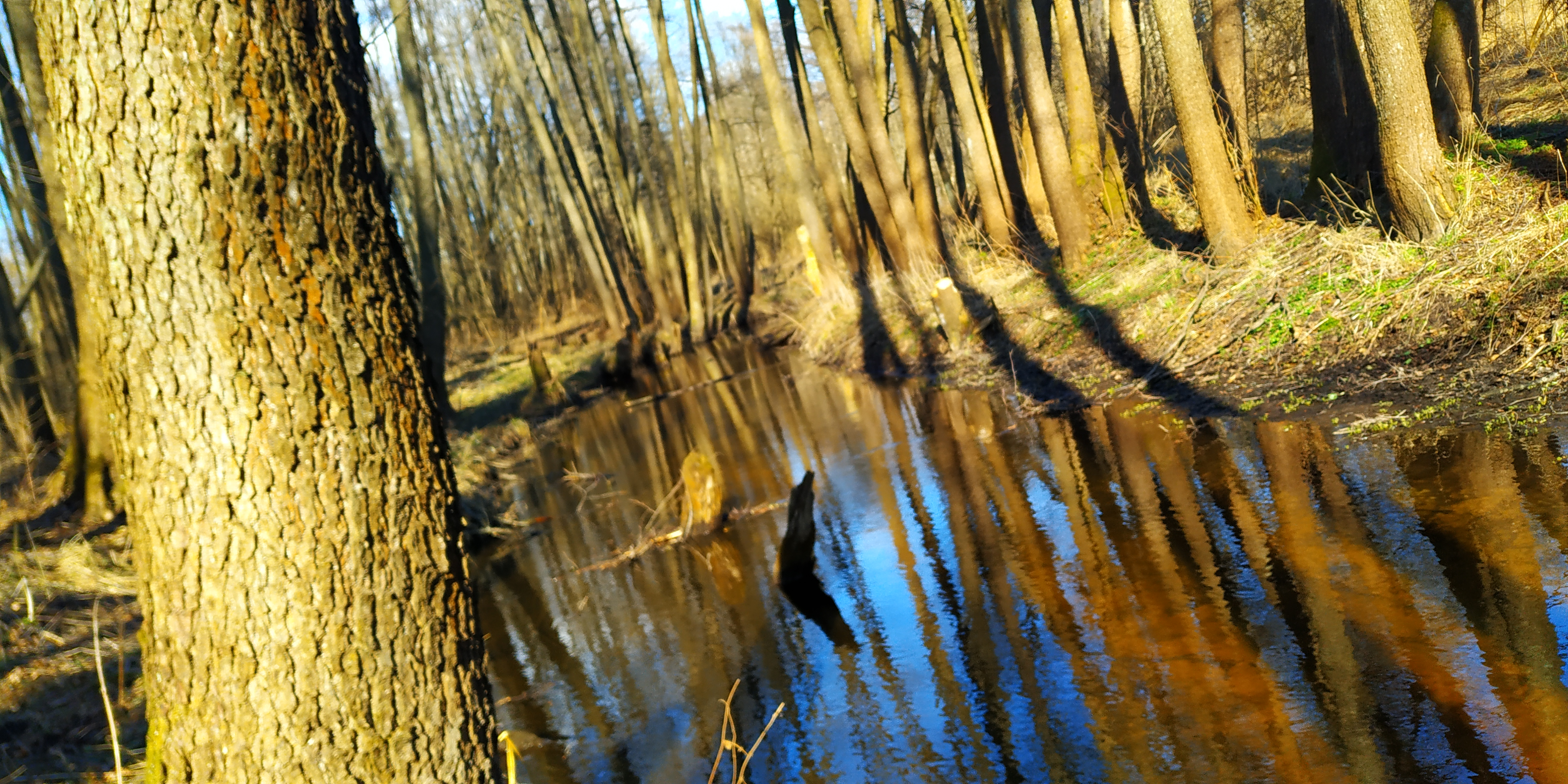
Река Выдра в районе деревни

Согласно спискам населенных мест Российской империи в деревне Муравьёво в 1904 году проживало 235 человек (вместе с Черепово).
До 1929 года деревня входила в состав Ново-Руднянской волости Рославльского уезда Смоленской губернии. С 1929 года — в составе Хиславичского района Смоленской области.
В годы Великой Отечественной войны деревня была оккупирована гитлеровскими войсками в июле 1941 года, освобождена в сентябре 1943 года.